# Circuito Mundial de Voleibol de Praia de 2023
O Circuito Mundial de Voleibol de Praia de 2023 foi uma série de competições internacionais organizadas pela Federação Internacional de Voleibol (FIVB), atualmente  evento chamado de "Volleyball World Beach Pro Tour" (Circuito Mundial Pró Vôlei de Praia), e após o sucesso da temporada inaugural, prosseguiu objetivando continuar a trazer ação esportiva de classe mundial para multidões em locais novos, familiares e icônicos em quatro continentes. Com o início do ciclo de qualificação olímpica em janeiro e o a realização da Copa do Mundo (Campeonato Mundial) ocorrendo no México em outubro, a segunda temporada do Beach Pro Tour foi inesquecível dentro e fora da areia para jogadores e fãs. 
O pontapé inicial foi no evento Elite 16 em Doha, quando iniciou-se a nova temporada em 1 de fevereiro. Entre as novas etapas do circuito mundial, a Volleyball World  anunciou uma série de novas etapas no calendário para 2023, com eventos  antecipados  e bem planejados em Tepic (México) e Montreal (Canadá) e repetindo os locais estreantes da edição anterior, como Roland Garros, Hamburgo e Dubai. De forma análoga para o evento Challenge (Desafio) foi também sediado em locais icônicos, incluindo Itapema, México, Maldivas e Espinho que retornaram ao circuito,  e a inclusão das etapas em Saquarema, Hainan e Filipinas. Enquanto o evento Future (Futuro) que foi sendo anunciada durante o curso da temporada. O Finals foi anunciado para ocorrer  em Doha entre 7 e 10 de dezembro, no Aspire Park.

## Cronograma
Eventos
| Finais do Circuito Mundial (FIVB World Tour Finals) |
| Campeonato Mundial de Vôlei de Praia                |
| Torneio Elite 16                                    |
| Torneio Challenge                                   |
| Torneio Future                                      |

### Masculino
| Torneio | Ouro                                              | Placar                              | Prata                                                  | Bronze                                              | Placar                               | Quarto lugar                                      |
| Doha Elite 16 Doha, Catar De 1 a 5 de fevereiro de 2023                                                         | NoruegaAnders Mol · Christian Sørum               | 2x0 Relatório (21–19, 21–19)        | SuéciaDavid Åhman · Jonatan Hellvig                    | ItáliaAdrian Carambula · Alex Ranghieri             | 2x0 Relatório (22–20, 22–20)         | PolóniaMichał Bryl · Bartosz Łosiak               |
| Challenge de La Paz La Paz, México De 16 a 19 de março de 2023                                                  | EspanhaPablo Herrera · Adrián Gavira              | 2x1 Relatório (21–17, 15–21, 15–12) | Países BaixosStefan Boermans · Yorick de Groot         | ÁustriaRobin Seidl · Moritz Pristauz                | 2x0 Relatório (21–16, 26–24)         | BrasilEvandro Gonçalves · Arthur Lanci            |
| Future de Mount Maunganui Mount Maunganui, Nova Zelândia De 16 a 19 de março de 2023                            | ChinaHa Likejiang · Wu Jiaxin                     | 2x0 Relatório (21–17, 21–13)        | Nova ZelândiaSam O'Dea · Ben O'Dea                     | Estados UnidosDavid McKienzie · Benjamin Vaught     | 2x0 Relatório (21–14, 21–11)         | Nova ZelândiaThomas Hartles · Thomas Heijs        |
| Tepic Elite 16 Tepic, México De 22 a 26 de março de 2023                                                        | SuéciaDavid Åhman · Jonatan Hellvig               | 2x0 Relatório (21–16, 21–15)        | NoruegaAnders Mol · Christian Sørum                    | AlemanhaClemens Wickler · Nils Ehlers               | 2x0 Relatório (22–20, 22–20)         | Países BaixosStefan Boermans · Yorick de Groot    |
| Future de Coolangatta Coolangatta, Austrália De 28 de março a 2 de abril de 2023                                | ChinaHa Likejiang · Wu Jiaxin                     | 2x0 Relatório (21-9, 25-23)         | TailândiaPithak Tipjan · Poravid Taovato               | Estados UnidosJordan Hoppe · Charles Siragusa       | 2x1 Relatório (18–21, 21–14, 15–12)  | AlemanhaSimon Kulzer · Bennet Poniewaz            |
| Future de Papeete Papeete, Polinésia Francesa De 5 a 9 de abril de 2023                                         | ItáliaTiziano Andreatta · Andrea Abbiati          | 2x0 Relatório (21–13, 21–13)        | JapãoKensuke Shōji · Jumpei Ikeda                      | AlemanhaSimon Kulzer · Bennet Poniewaz              | 2x0 Relatório (21–16, 21–14)         | Estados UnidosJake Urrutia · Ian Satterfield      |
| Challenge de Itapema Itapema, Brasil De 6 a 9 de abril de 2023                                                  | BrasilGeorge Wanderley · André Stein              | 2x0 Relatório (21–16, 21–13)        | FrançaYoussef Krou · Arnaud Gauthier-Rat               | NoruegaHendrik Mol · Mathias Berntsen               | 2x0 Relatório (21–19, 21–17)         | CubaNoslen Díaz · Jorge Luis Alayo                |
| Challenge de Saquarema Saquarema, Brasil De 13 a 16 de abril de 2023                                            | BrasilEvandro Gonçalves · Arthur Lanci            | 2x1 Relatório (18–21, 21–12, 15–13) | Estados UnidosChase Budinger · Miles Evans             | ÁustriaJulian Hörl · Alexander Horst                | 2x1 Relatório (14–21, 21–15, 15–10)  | Estados UnidosMiles Partain · Andrew Benesh       |
| Future de Satun Pak Nam, Tailândia De 20 a 23 de abril de 2023                                                  | AlemanhaPhilipp Huster · Simon Pfretzschner       | 2x1 Relatório (18–21, 21–17, 15–13) | AlemanhaPaul Henning · Sven Winter                     | FrançaSamuel Cattet · Olivier Barthélémy            | 2x1 Relatório (16–21, 21–16, 17–15)  | CazaquistãoDmitriy Yakovlev · Sergey Bogatu       |
| Uberlândia Elite 16 Uberlândia, Brasil De 26 a 30 de abril de 2023                                              | ChéquiaOndřej Perušič · David Schweiner           | 2x1 Relatório (21–19, 15–21, 15–11) | NoruegaAnders Mol · Christian Sørum                    | PolóniaBartosz Łosiak · Michał Bryl                 | 2x1 Relatório (21–19, 21–23, 15–9)   | Países BaixosSteven van de Velde · Matthew Immers |
| Future de Madrid Madrid, Espanha De 11 a 14 de maio de 2023                                                     | EspanhaJavier Huerta · Alejandro Huerta           | 2x1 Relatório (17–21, 21–16, 15–9)  | AlemanhaPaul Henning · Sven Winter                     | ChinaLi Jie · Wang Yanwei                           | 2x0 [Relatório (21–18, 21–16)        | AlemanhaMaximilian Just · Lui Wüst                |
| Ostrava Elite 16 Ostrava, Chéquia De 31 de maio a 4 de junho de 2023                                            | NoruegaAnders Mol · Christian Sørum               | 2x1 Relatório (21–15, 19–21, 15–12) | CatarCherif Younousse · Ahmed Tijan                    | Estados UnidosMiles Partain · Andrew Benesh         | 2x0 Relatório (21–14, 21–17)         | ChéquiaOndřej Perušič · David Schweiner           |
| Future de Lecce Lecce, Itália De 8 a 11 de junho de 2023                                                        | ItáliaDavide Benzi · Carlo Bonifazi               | 2x0 Relatório (21–15, 21–16)        | ChéquiaKryštof Jan Oliva · Tadeáš Trousil              | ChinaHa Likejiang · Wu Jiaxin                       | 2x0 Relatório (21–17, 21–19)         | ItáliaGianluca Dal Corso · Marco Viscovich        |
| Future de Spiez Spiez, Suíça De 8 a 11 de junho de 2023                                                         | Suíça Marco Krattiger · Florian Breer             | 2x0 Relatório (21–16, 21–19)        | Suíça Quentin Métral · Yves Haussener                  | PolóniaPiotr Janiak · Jędrzej Brożyniak             | 2x0 Relatório (21–14, 21–15)         | FinlândiaSanteri Sirén · Jyrki Nurminen           |
| Challenge de Jūrmala Jūrmala, Letônia De 15 a 18 de junho de 2023                                               | AustráliaThomas Hodges · Zachery Schubert         | 2x1 Relatório (10–21, 21–16, 15–12) | BrasilGeorge Wanderley · André Stein                   | BrasilVitor Felipe · Renato Andrew                  | 2x1 Relatório (21–15, 16–21, 15–13)  | BrasilEvandro Gonçalves · Arthur Lanci            |
| Future de Lille Lille, França De 15 a 18 de junho de 2023                                                       | FrançaElouan Chouikh-Barbez · Tom Altwies         | 2x0 Relatório (21–17, 21–19)        | BélgicaLouis Vandecaveye · Gilles Vandecaveye          | FrançaYoussef Krou · Arnaud Gauthier-Rat            | 2x0 Relatório (21–14, 21–15)         | AlemanhaJonas Sagstetter · Benedikt Sagstetter    |
| Future de Ios Ios, Grécia De 21 a 24 de junho de 2023                                                           | NoruegaMarkus Mol · Jo Sunde                      | 2x0 Relatório (21–17, 27–25)        | ÁustriaFlorian Schnetzer · Lorenz Petutschnig          | GréciaPanagiotis Ioannidis · Thodoris Papadimitriou | 2x1 Relatório (21–18, 14–21, 15–13)  | ArgentinaBautista Amieva · Leandro Aveiro         |
| Future de Helsínquia Helsínquia, Finlândia De 29 de junho a 2 de julho de 2023                                  | Estados UnidosEvan Cory · Troy Field              | 2x0 Relatório (21–14, 21–12)        | ÁustriaMathias Seiser · Laurenc Grössig                | NoruegaMarkus Mol · Jo Sunde                        | 2x1 Relatório (21–15, 19–21, 15–120) | ÁustriaTimo Hammarberg · Tim Berger               |
| Future de Messina Messina, Itália De 29 de junho a 2 de julho de 2023                                           | ArgentinaBautista Amieva · Leandro Aveiro         | 2x1 Relatório (21–15, 17–21, 15–8)  | ÁustriaFlorian Schnetzer · Lorenz Petutschnig          | ItáliaGianluca Dal Corso · Marco Viscovich          | 2x0 Relatório (21–0, 21–0)           | ItáliaDavide Benzi · Carlo Bonifazi               |
| Gstaad Elite 16 Gstaad, Suíça De 5 a 9 de julho de 2023                                                         | Estados UnidosMiles Partain · Andrew Benesh       | 2x1 Relatório (15–21, 21–11, 18–16) | NoruegaAnders Mol · Christian Sørum                    | BrasilGeorge Wanderley · André Stein                | 2x1 Relatório (18–21, 21–11, 21-0)   | PolóniaMichał Bryl · Bartosz Łosiak               |
| Challenge de Espinho Espinho, Portugal De 13 a 16 de julho de 2023                                              | Estados UnidosTrevor Crabb · Theodore Brunner     | 2x0 Relatório (21–16, 21–17)        | ÁustriaJulian Hörl · Alexander Horst                   | BrasilEvandro Gonçalves · Arthur Lanci              | 2x1 Relatório (18–21, 21–18, 15–13)  | PolóniaPiotr Kantor · Jakub Zdybek                |
| Future de Leuven Leuven, Bélgica De 13 a 16 de julho de 2023                                                    | Suíça Immanuel Zürcher · Jonathan Jordan          | 2x0 Relatório (21–18, 21–18)        | Países BaixosMees Sengers · Dirk Boehlé                | Suíça Adrian Heidrich · Leo Dillier                 | 2x1 Relatório (11–21, 21–16, 15–7)   | BélgicaLouis Vandecaveye · Gilles Vandecaveye     |
| Challenge de Edmonton Edmonton, Canadá De 20 a 23 de julho de 2023                                              | PortugalJoão Pedrosa · Hugo Campos                | 2x0 Relatório (21–16, 21–18)        | NoruegaHendrik Mol · Mathias Berntsen                  | ItáliaSamuele Cottafava · Paolo Nicolai             | 2x0 Relatório (21–19, 21–19)         | BrasilPedro Solberg · Gustavo Carvalhaes          |
| Montreal Elite 16 Montreal, Canadá De 26 a 30 de julho de 2023                                                  | NoruegaAnders Mol · Christian Sørum               | 2x1 Relatório (21–17, 15–21, 15–10) | Estados UnidosMiles Partain · Andrew Benesh            | ItáliaAlex Ranghieri · Adrian Carambula             | 2x0 Relatório (24–22, 22–20)         | BrasilEvandro Gonçalves · Arthur Lanci            |
| Future de Varsóvia Varsóvia, Polônia De 10 a 13 de agosto de 2023                                               | LetôniaMārtiņš Pļaviņš · Kristians Fokerots       | 2x0 Relatório (26–24, 21–16)        | PolóniaJędrzej Brożyniak · Piotr Janiak                | LetôniaOlivers Bulgačs · Edgars Točs                | 2x1 Relatório (21–18, 19–21, 15–12)  | LituâniaArtūr Vasiljev · Robert Juchnevič         |
| Future de Wenzhou Wenzhou, China De 10 a 13 de agosto de 2023                                                   | ChinaWu Jiaxin · Ha Likejiang                     | 2x0 Relatório (21–15, 21–17)        | Nova ZelândiaAlani Nicklin · Bradley Fuller            | IrãoAbbas Pourasgari Alireza Aghajanighasab         | 2x0 Relatório (21–18, 21–19)         | ChinaWang Yanwei · Li Jie                         |
| Hamburgo Elite 16 Hamburgo, Alemanha De 16 a 20 de agosto de 2023                                               | SuéciaDavid Åhman · Jonatan Hellvig               | 2x1 Relatório (21–16, 22–24, 21–19) | ItáliaSamuele Cottafava · Paolo Nicolai                | NoruegaAnders Mol · Christian Sørum                 | 2x0 Relatório (21–19, 21–16)         | BrasilGeorge Wanderley · André Stein              |
| Future de Bujumbura Bujumbur, Burundi De 17 a 20 de agosto de 2023                                              | AlemanhaRichard Peemüller · Tilo Rietschel        | 2x1 Relatório (21–13, 12–21, 15–11) | IsraelKevin Cuzmiciov · River Day                      | InglaterraJuan Enrique Bello · Josue Rocha          | 2x0 Relatório (21–0, 21–0)           | SuéciaMartin Appelgren · Alexander Annerstedt     |
| Future de Qidong Qidong, China De 17 a 20 de agosto de 2023                                                     | ChinaWang Yanwei · Li Jie                         | 2x0 Relatório (21–19, 21–14)        | Nova ZelândiaThomas Reid · John McManaway              | JapãoYusuke Ishijima · Takumi Takahashi             | 2x0 Relatório (21–8, 21–18)          | ChinaQin Chengda · Chen Xiufeng                   |
| Future de El Alamein El Alamein, Egito De 23 a 26 de agosto de 2023                                             | ÁustriaPaul Pascariuc · Laurenz Leitner           | 2x1 Relatório (21–18, 18–21, 15–8)  | AlemanhaRobin Sowa · Lukas Pfretzschner                | LetôniaMārtiņš Pļaviņš · Kristians Fokerots         | 2x0 Relatório (21–19, 21–17)         | Países BaixosDirk Boehlé · Mees Sengers           |
| Future de Baden Baden, Áustria De 23 a 27 de agosto de 2023                                                     | ÁustriaMartin Ermacora · Philipp Waller           | 2x0 Relatório (21–14, 21–16)        | ÁustriaTimo Hammarberg · Alexander Horst               | AlemanhaJonas Sagstetter · Benedikt Sagstetter      | 2x1 Relatório (23–25, 24–22, 15–13)  | Estados UnidosHagen Smith · Logan Webber          |
| Future de Brno Brno, Chéquia De 24 a 27 de agosto de 2023                                                       | NoruegaMarkus Mol · Jo Sunde                      | 2x0 Relatório (21–17, 21–18)        | ChéquiaVáclav Berčík · Matyas Džavoronok               | AlemanhaMomme Lorenz · Eric Stadie                  | 2x1 Relatório (21–18, 20–22, 15–13)  | ChéquiaJan Dumek · Jiří Sedlák                    |
| Future de Montpellier Montpellier, França De 30 de agosto a 3 de setembro de 2023                               | FrançaArthur Canet · Téo Rotar                    | 2x0 Relatório (21–16, 21–15)        | FrançaRémi Bassereau · Arnaud Gauthier-Rat             | FrançaCalvin Ayé · Quincy Ayé                       | 2x0 Relatório (21–19, 21–17)         | FrançaSamuel Cattet · Olivier Barthélémy          |
| Future de Corigliano Calabro-Rossano Corigliano Calabro-Rossano, Itália De 31 de agosto a 3 de setembro de 2023 | ItáliaTobia Marchetto · Jakob Windisch            | 2x1 Relatório (21–15, 18–21, 15–13) | IsraelEylon Elazar · Kevin Cuzmiciov                   | ItáliaGianluca Dal Corso · Marco Viscovich          | 2x0 Relatório (21–17, 21–19)         | HungriaArtúr Hajós · Bence Stréli                 |
| Future II de Varsóvia Varsóvia, Polônia De 31 de agosto a 3 de setembro de 2023                                 | NoruegaMarkus Mol · Jo Sunde                      | 2x1 Relatório (13–21, 21–15, 15–10) | LetôniaArdis Bedrītis · Arturs Rinkēvičs               | FinlândiaSanteri Sirén · Jyrki Nurminen             | 2x0 Relatório (21–18, 21–15)         | LituâniaArnas Rumševičius · Tomas Staševičius     |
| Future de Miguel Pereira Miguel Pereira, Brasil De 7 a 10 de setembro de 2023                                   | ArgentinaBautista Amieva · Leandro Aveiro         | 2x1 Relatório (19–21, 21–16, 15–11) | BrasilGabriel dos Reis Santiago · Felipe Alves Pereira | BrasilHeitor Benitto · Vinícius Rezende             | 2x1 Relatório (18–21, 21–19, 15–12)  | BrasilAdelmo Gonçalves · Mateus de Paula          |
| Future de Cervia Cervia, Itália De 21 a 24 de setembro de 2023                                                  | ItáliaTobia Marchetto · Jakob Windisch            | 2x0 Relatório (21–14, 22–20)        | HungriaArtúr Hajós · Bence Stréli                      | LetôniaArdis Bedrītis · Arturs Rinkēvičs            | 2x0 Relatório (21–11, 21–19)         | ChéquiaDavid Westphal · David Lenc                |
| Future de Halifax Halifax, Canadá De 21 a 24 de setembro de 2023                                                | CanadáSam Schachter · Daniel Dearing              | 2x0 Relatório (21–17, 27–25)        | Estados UnidosHagen Smith · Logan Webber               | CanadáJacob van Geel · Zach van Geel                | 2x1 Relatório (21–17, 16–21, 15–12)  | CanadáZechariah Johnson · Jordan Deshane          |
| Elite 16 de Paris Paris, França De 27 de setembro a 01 outubro de 2023                                          | ChéquiaOndřej Perušič · David Schweiner           | 2x1 Relatório (16–21, 21–19, 15–11) | AlemanhaNils Ehlers · Clemens Wickler                  | Países BaixosAlexander Brouwer · Robert Meeuwsen    | 2x1 Relatório (18–21, 21–18, 15–13)  | ÁustriaJulian Hörl · Alexander Horst              |
| Campeonato Mundial Tlaxcala, México De 06 a 15 de outubro de 2023                                               | ChéquiaOndřej Perušič · David Schweiner           | 2x1 Relatório (21–15, 17–21, 15–13) | SuéciaDavid Åhman · Jonatan Hellvig                    | PolóniaBartosz Łosiak · Michał Bryl                 | 2x0 Relatório (21–17, 21–18)         | Estados UnidosTrevor Crabb · Theodore Brunner     |
| Challenge de Goa Goa Sul, Índia De 20 a 23 de julho de 2023                                                     | ÁustriaRobin Seidl · Moritz Pristauz              | 2x1 Relatório (18–21, 21–16, 17–15) | EspanhaPablo Herrera · Adrián Gavira                   | InglaterraJavier Bello · Joaquin Bello              | 2x0 Relatório (21–0, 21–0)           | AlemanhaLukas Pfretzschner · Sven Winter          |
| Future de Mallorca Palma Nova, Espanha De 18 a 22 de outubro de 2023                                            | ÁustriaTimo Hammarberg · Tim Berger               | 2x0 Relatório (21–18, 22–20)        | LetôniaAleksandrs Samoilovs · Mihails Samoilovs        | LituâniaArnas Rumševičius · Tomas Staševičius       | 2x1 Relatório (21–17, 19–21, 15–11)  | EspanhaJavier Huerta · Alejandro Huerta           |
| Challenge de Haikou Haikou, China De 2 a 5 de novembro de 2023                                                  | Estados UnidosMiles Evans · Chase Budinger        | 2x0 Relatório (21–14, 23–21)        | Estados UnidosTrevor Crabb · Theodore Brunner          | AustráliaThomas Hodges · Zachery Schubert           | 2x0 Relatório (21–15, 23–21)         | Estados UnidosChaim Schalk · Tri Bourne           |
| Challenge de Chiang Mai Chiang Mai, Tailândia De 16 a 19 de novembro de 2023                                    | Países BaixosMatthew Immers · Steven van de Velde | 2x0 Relatório (21–16, 21–13)        | PolóniaPiotr Kantor · Jakub Zdybek                     | Estados UnidosMiles Evans · Chase Budinger          | 2x1 Relatório (27–25, 21–23, 15–9)   | AustráliaMark Nicolaidis · Izac Carracher         |
| Elite 16 de João Pessoa João Pessoa, Brasil De 22 a 26 de novembro de 2023                                      | SuéciaDavid Åhman · Jonatan Hellvig               | 2x0 Relatório (21–11, 21–18)        | ItáliaSamuele Cottafava · Paolo Nicolai                | Países BaixosStefan Boermans · Yorick de Groot      | 2x0 Relatório (21–15, 21–19)         | BrasilGeorge Wanderley · André Stein              |
| Future de Geelong Geelong, Austrália De 22 a 26 de novembro de 2023                                             | AustráliaPaul Burnett · Jack Pearse               | 2x0 Relatório (21–14, 21–13)        | Nova ZelândiaThomas Reid · John McManaway              | TurquiaHasan Hüseyin Mermer · Sefa Urlu             | 2x0 Relatório (21–15, 21–18)         | AustráliaGarang Anyang · Justin Schumann          |
| Challenge de Nuvali Santa Rosa (Laguna), Filipinas De 30 de novembro a 3 de dezembro de 2023                    | ÁustriaRobin Seidl · Moritz Pristauz              | 2x0 Relatório (21–18, 21–16)        | AustráliaThomas Hodges · Zachery Schubert              | LituâniaPatrikas Stankevičius · Audrius Knašas      | 2x1 Relatório (23–21, 17–21, 15–10)  | InglaterraJavier Bello · Joaquin Bello            |
| Finais do Circuito Mundial Doha, Catar De 6 a 9 de dezembro de 2023                                             | SuéciaDavid Åhman · Jonatan Hellvig               | 2x0 Relatório (21–17, 21–17)        | NoruegaAnders Mol · Christian Sørum                    | BrasilGeorge Wanderley · André Stein                | 2x0 Relatório (21–17, 21–17)         | CatarCherif Younousse · Ahmed Tijan               |

### Feminino
| Torneio | Ouro                                                | Placar                                | Prata                                                                               | Bronze                                              | Placar                              | Quarto lugar                                                               |
| Doha Elite 16 Doha, Catar De 1 a 5 de fevereiro de 2023                                                         | Países BaixosKatja Stam · Raïsa Schoon              | 2x1 Relatório (20–22, 21–14, 15–11)   | Suíça Nina Brunner · Tanja Hüberli                                                  | AustráliaTaliqua Clancy · Mariafe Artacho del Solar | 2x1 Relatório (12–21, 21–15, 15–10) | LetôniaAnastasija Samoilova · Tīna Graudiņa                                |
| Challenge de La Paz La Paz, México De 16 a 19 de março de 2023                                                  | Estados UnidosKristen Nuss · Taryn Kloth            | 2x0 Relatório (21–16, 21–13)          | Estados UnidosSavannah Simo · Toni Rodriguez                                        | BrasilTainá Bigi · Victória Tosta                   | 2x0 Relatório (21–17, 21–18)        | ÁustriaDorina Klinger · Ronja Klinger                                      |
| Future de Mount Maunganui Mount Maunganui, Nova Zelândia De 16 a 19 de março de 2023                            | Nova ZelândiaShaunna Polley · Alice Zeimann         | 2x0 Relatório (21–14, 21–12)          | Nova ZelândiaOlivia MacDonald · Julia Tilley                                        | CanadáShanice Marcelle · Lea Monkhouse              | 2x0 Relatório (21–16, 21–18)        | CanadáDarby Dunn · Olivia Furlan                                           |
| Tepic Elite 16 Tepic, México De 22 a 26 de março de 2023                                                        | Estados UnidosSara Hughes · Kelly Cheng             | 2x1 Relatório (21–14, 15–21, 15–10)   | BrasilAna Patrícia Ramos · Duda Lisboa                                              | AustráliaTaliqua Clancy · Mariafe Artacho del Solar | 2x1 Relatório (16–21, 21–17, 19–17) | ItáliaMarta Menegatti · Valentina Gottardi                                 |
| Future de Coolangatta Coolangatta, Austrália De 28 de março a 2 de abril de 2023                                | AustráliaJana Milutinovic · Stefanie Fejes          | 2x1 Relatório (22–20, 21–11)          | AustráliaGeorgia Johnson · Jasmine Fleming                                          | VanuatuMajabelle Lawac · Sherysyn Toko              | 2x1 Relatório (24–22, 16–21, 15–6)  | CanadáDarby Dunn · Olivia Furlan                                           |
| Challenge de Itapema Itapema, Brasil De 6 a 9 de abril de 2023                                                  | ChinaXue Chen · Xia Xinyi                           | 2x0 Relatório (21–18, 21–17)          | BrasilCarol Solberg · Bárbara Seixas                                                | Estados UnidosTerese Cannon · Sarah Sponcil         | 2x0 Relatório (21–16, 21–17)        | Suíça Esmée Böbner · Zoé Vergé-Dépré                                       |
| Challenge de Saquarema Saquarema, Brasil De 13 a 16 de abril de 2023                                            | ItáliaValentina Gottardi · Marta Menegatti          | 2x1 Relatório (18–12–21, 21–14, 15–9) | BrasilTainá Bigi · Victória Tosta                                                   | BrasilAndressa Cavalcanti · Vitória Rodrigues       | 2x1 Relatório (19–21, 21–12, 15–9)  | LituâniaMonika Paulikienė · Ainė Raupelytė                                 |
| Future de Satun Pak Nam, Tailândia De 20 a 23 de abril de 2023                                                  | AustráliaNicole Laird · Brittany Kendall            | 2x1 Relatório (12–21, 21–14, 15–9)    | LituâniaIeva Vasiliauskaitė · Erika Kliokmanaitė                                    | ChéquiaValerie Dvorníkovái · Anna Pospíšilová       | 2x0 Relatório (21–18, 21–19)        | IndonésiaDhita Juliana · Desi Ratnasari                                    |
| Uberlândia Elite 16 Uberlândia, Brasil De 26 a 30 de abril de 2023                                              | Estados UnidosKristen Nuss · Taryn Kloth            | 2x1 Relatório (16–21, 24–22, 15–13)   | AustráliaTaliqua Clancy · Mariafe Artacho del Solar                                 | BrasilAna Patrícia Ramos · Duda Lisboa              | 2x0 Relatório (21–16, 21–13)        | Estados UnidosSara Hughes · Kelly Cheng                                    |
| Future de Madrid Madrid, Espanha De 18 a 21 de maio de 2023                                                     | EspanhaLiliana Fernández · Paula Soria Gutiérrez    | 2x1 Relatório (17–21, 21–19, 16–14)   | UcrâniaDiana Lunina · Tetiana Lazarenko                                             | Suíça Muriel Bossart · Shana Zobrist                | 2x0 Relatório (21–16, 21–13)        | Países BaixosWies Bekhuis · Desy Poiesz                                    |
| Ostrava Elite 16 Ostrava, Chéquia De 31 de maio a 4 de junho de 2023                                            | BrasilAna Patrícia Ramos · Duda Lisboa              | 2x1 Relatório (17–21, 21–14, 15–12)   | Estados UnidosTerese Cannon · Sarah Sponcil                                         | CanadáMelissa Humana-Paredes · Brandie Wilkerson    | 2x0 Relatório (21–16, 21–14)        | Suíça Nina Brunner · Tanja Hüberli                                         |
| Future de Lecce Lecce, Itália De 8 a 11 de junho de 2023                                                        | ItáliaMargherita Bianchin · Claudia Scampoli        | 2x1 Relatório (19–21, 21–19, 15–10)   | PolóniaKatarzyna Kociołek · Marta Łodej                                             | ArgentinaMaia Najul · Cecilia Peralta               | 2x0 Relatório (25–23, 21–17)        | CanadáDarby Dunn · Olivia Furlan                                           |
| Future de Spiez Spiez, Suíça De 8 a 11 de junho de 2023                                                         | UcrâniaDiana Lunina · Tetiana Lazarenko             | 2x1 Relatório (16–21, 21–9, 15–10)    | ChéquiaMichaela Břínková · Karin Žolnerčíková                                       | AustráliaGeorgia Johnson · Jasmine Fleming          | 2x0 Relatório (21–0, 21–0)          | AlemanhaNele Schmitt · Paula Schürholz                                     |
| Challenge de Jūrmala Jūrmala, Letônia De 15 a 18 de junho de 2023                                               | CanadáMelissa Humana-Paredes · Brandie Wilkerson    | 2x0 Relatório (21–17, 21–17)          | Suíça Esmée Böbner · Zoé Vergé-Dépré                                                | LetôniaTīna Graudiņa · Anastasija Samoilova         | 2x1 Relatório (21–11, 20–22, 15–13) | BrasilTainá Bigi · Victória Tosta                                          |
| Future de Lille Lille, França De 15 a 18 de junho de 2023                                                       | AlemanhaMelanie Paul · Hanna-Marie Schieder         | 2x1 Relatório (18–21, 21–17, 18–16)   | FrançaAline Chamereau · Clémence Vieira                                             | FrançaAnouk Dupin · Ophélie Lusson                  | 2x0 Relatório (21–13, 21–13)        | ArgentinaMaia Najul · Cecilia Peralta                                      |
| Future de Ios Ios, Grécia De 21 a 24 de junho de 2023                                                           | Países BaixosWies Bekhuis · Desy Poiesz             | 2x0 Relatório (21–19, 21–18)          | ÁustriaFranziska Friedl · Katharina Schützenhöfer                                   | ArgentinaMaia Najul · Cecilia Peralta               | 2x0 Relatório (21–18, 21–19)        | DinamarcaClara Windeleff · Sofia Bisgaard                                  |
| Future de Helsínquia Helsínquia, Finlândia De 29 de junho a 2 de julho de 2023                                  | FinlândiaNiina Ahtiainen · Taru Lahti-Liukkonen     | 2x1 Relatório (18–21, 21–9, 15–12)    | AustráliaGeorgia Johnson · Jasmine Fleming                                          | PolóniaKatarzyna Kociołek · Marta Łodej             | 2x1 Relatório (21–14, 12–21, 15–12) | AlemanhaMelanie Paul · Hanna-Marie Schieder                                |
| Future de Messina Messina, Itália De 29 de junho a 2 de julho de 2023                                           | ItáliaMargherita Bianchin · Claudia Scampoli        | 2x0 Relatório (21–18, 21–18)          | ItáliaReka Orsi Toth · Giada Bianchi                                                | Suíça Menia Bentele · Anna Lutz                     | 2x0 Relatório (21–10, 21–11)        | ChéquiaAndrea Lorenzová · Karin Žolnerčíková                               |
| Gstaad Elite 16 Gstaad, Suíça De 5 a 9 de julho de 2023                                                         | BrasilAna Patrícia Ramos · Duda Lisboa              | 2x1 Relatório (17–21, 21–14, 15–12)   | Estados UnidosSara Hughes · Kelly Cheng                                             | Estados UnidosKristen Nuss · Taryn Kloth            | 2x0 Relatório (21–16, 21–14)        | AlemanhaSvenja Müller · Cinja Tillmann                                     |
| Challenge de Espinho Espinho, Portugal De 13 a 16 de julho de 2023                                              | BrasilCarolina Solberg · Bárbara Seixas             | 2x0 Relatório (21–17, 21–14)          | BrasilAndressa Cavalcanti · Vitória Rodrigues                                       | BrasilÁgatha Bednarczuk · Rebecca Cavalcante        | 2x1 Relatório (21–17, 10–21, 17–15) | ChinaXue Chen · Xia Xinyi                                                  |
| Future de Leuven Leuven, Bélgica De 13 a 16 de julho de 2023                                                    | ChinaZeng Jinjin · Lin Meimei                       | 2x0 Relatório (21–16, 21–15)          | Países BaixosWies Bekhuis · Kirsten Bröring                                         | Suíça Menia Bentele · Anna Lutz                     | 2x0 Relatório (21–14, 21–12)        | Suíça Leona Kernen · Annique Niederhauser                                  |
| Challenge de Edmonton Edmonton, Canadá De 20 a 23 de julho de 2023                                              | BrasilCarolina Solberg · Bárbara Seixas             | 2x0 Relatório (21–14, 21–16)          | ItáliaValentina Gottardi · Marta Menegatti                                          | ChéquiaBarbora Hermannová · Marie-Sára Štochlová    | 2x1 Relatório (17–21, 26–24, 15–13) | Suíça Esmée Böbner · Zoé Vergé-Dépré                                       |
| Montreal Elite 16 Montreal, Canadá De 26 a 30 de julho de 2023                                                  | CanadáMelissa Humana-Paredes · Brandie Wilkerson    | 2x1 Relatório (21–15, 16–21, 15–13)   | Estados UnidosJulia Scoles · Betsi Flint                                            | ChinaXue Chen · Xia Xinyi                           | 2x1 Relatório (21–17, 20–22, 15–12) | Países BaixosKatja Stam · Raïsa Schoon                                     |
| Future de Warsaw Warsaw, Polônia De 10 a 13 de agosto de 2023                                                   | ÁustriaDorina Klinger · Ronja Klinger               | 2x0 Relatório (21–14, 21–19)          | PolóniaJagoda Gruszczyńska · Aleksandra Wachowicz                                   | FrançaClémence Vieira · Aline Chamereau             | 2x1 Relatório (18–21, 21–18, 15–10) | NoruegaSunniva Helland-Hansen · Emilie Olimstad                            |
| Future de Wenzhou Wenzhou, China De 10 a 13 de agosto de 2023                                                   | ChinaZeng Jinjin · Lin Meimei                       | 2x0 Relatório (21–12, 21–15)          | ChinaWang Xinxin · Zhu Lingdi                                                       | ChinaYan Xu · Zhou Mingli                           | 2x0 Relatório (21–19, 21–16)        | AustráliaGeorgia Johnson · Jasmine Fleming                                 |
| Hamburgo Elite 16 Hamburgo, Alemanha De 16 a 20 de agosto de 2023                                               | BrasilAna Patrícia Ramos · Duda Lisboa              | 2x0 Relatório (21–16, 21–17)          | Estados UnidosKristen Nuss · Taryn Kloth                                            | AlemanhaSvenja Müller · Cinja Tillmann              | 2x0 Relatório (21–15, 21–19)        | BrasilCarolina Solberg · Bárbara Seixas                                    |
| Future de Bujumbura Bujumbur, Burundi De 17 a 20 de agosto de 2023                                              | EspanhaLiliana Fernández · Paula Soria Gutiérrez    | 2x0 Relatório (21–16, 21–11)          | ÁustriaEva Freiberger · Stephanie Wiesmeyr                                          | AlemanhaJanne Uhl · Paula Schürholz                 | 2x0 Relatório (21–9, 21–16)         | IsraelYahli Ashush · Michal Barannik                                       |
| Future de Qidong Qidong, China De 17 a 20 de agosto de 2023                                                     | ChinaYan Xu · Zhou Mingli                           | 2x0 Relatório (21–19, 21–16)          | ChinaWang Xinxin · Zhu Lingdi                                                       | AustráliaElizabeth Alchin · Kayla Mears             | 2x1 Relatório (24–26, 21–16, 15–10) | AustráliaHan Wenqin · Yuan Lvwen                                           |
| Future de El Alamein El Alamein, Egito De 23 a 26 de agosto de 2023                                             | LituâniaIeva Vasiliauskaitė · Jekaterina Kovalskaja | 2x1 Relatório (21–23, 21–18, 15–13)   | Estados UnidosIya Lindahl · Xolani Hodel                                            | LituâniaGerda Grudzinskaitė · Rugilė Grudzinskaitė  | 2x1 Relatório (24–26, 21–16, 15–10) | ChipreDaria Gusarova · Erika Nyström                                       |
| Future de Baden Baden, Áustria De 23 a 27 de agosto de 2023                                                     | ÁustriaDorina Klinger · Ronja Klinger               | 2x0 Relatório (21–12, 21–19)          | Suíça Leona Kernen · Annique Niederhauser                                           | Suíça Menia Bentele · Anna Lutz                     | 2x1 Relatório (21–17, 22–24, 15–13) | AlemanhaMelanie Paul · Hanna-Marie Schieder                                |
| Future de Brno Brno, Chéquia De 24 a 27 de agosto de 2023                                                       | ChéquiaBarbora Hermannová · Marie-Sára Štochlová    | 2x0 Relatório (21–16, 21–19)          | Estados UnidosTeegan Van Gunst · Kimberly Hildreth                                  | FrançaClémence Vieira · Aline Chamereau             | 2x0 Relatório (33–31, 21–19)        | Países BaixosWies Bekhuis · Desy Poiesz                                    |
| Future de Seul Seul, Coréia do Sul De 24 a 27 de agosto de 2023                                                 | Estados UnidosCarly Kan · Lexy Denaburg             | 2x0 Relatório (21–16, 21–14)          | TailândiaCharanrutwadee Patcharamainaruebhorn · Woranatchayakorn Phirachayakrailert | JapãoAsami Shiba · Saki Maruyama                    | 2x1 Relatório (14–21, 21–12, 15–12) | AustráliaElizabeth Alchin · Kayla Mears                                    |
| Future de Corigliano Calabro-Rossano Corigliano Calabro-Rossano, Itália De 31 de agosto a 3 de setembro de 2023 | FinlândiaSara Sinisalo · Anniina Parkkinen          | 2x0 Relatório (21–17, 21–18)          | EstóniaHeleene Hollas · Liisa Remmelg                                               | ItáliaRachele Mancinelli · Aurora Mattavelli        | 2x0 Relatório (21–12, 21–15)        | ChéquiaValerie Dvorníková · Anna Pospíšilová                               |
| Future II de Varsóvia Varsóvia, Polônia De 7 a 10 de setembro de 2023                                           | UcrâniaMaryna Hladun · Tetiana Lazarenko            | 2x0 Relatório (21–10, 21–14)          | EstóniaHeleene Hollas · Liisa Remmelg                                               | UcrâniaInna Makhno · Sofiia Rylova                  | 2x1 Relatório (21–19, 20–22, 16–14) | ChéquiaAnna Pavelková · Katerina Pavelková                                 |
| Future de Miguel Pereira Miguel Pereira, Brasil De 7 a 10 de setembro de 2023                                   | BrasilCarolina Horta · Ana Luiza Mohr               | 2x0 Relatório (21–15, 21–15)          | Estados UnidosTeegan Van Gunst · Katie Lindstrom                                    | BrasilFlávia Moura · Fabrine Conceição              | 2x0 Relatório (21–14, 21–13)        | PeruLisbeth Allcca · Claudia Gaona                                         |
| Future de Cervia Cervia, Itália De 21 a 24 de setembro de 2023                                                  | Suíça Menia Bentele · Anna Lutz                     | 2x1 Relatório (21–19, 22–24, 15–13)   | ItáliaJessica Allegretti · Eleonora Annibalini                                      | ItáliaReka Orsi Toth · Viktoria Orsi Toth           | 2x1 Relatório (21–12, 18–21, 15–8)  | ItáliaAurora Mattavelli · Rachele Mancinelli                               |
| Future de Halifax Halifax, Canadá De 21 a 24 de setembro de 2023                                                | CanadáHeather Bansley · Sophie Bukovec              | 2x0 Relatório (21–16, 25–23)          | Estados UnidosKimberly Hildreth · Teegan Van Gunst                                  | Estados UnidosCarli Lloyd · Kylie Kuyava-DeBerg     | 2x1 Relatório (21–15, 19–21, 15–13) | Estados UnidosKahlee York · Mariah Whalen                                  |
| Elite 16 de Paris Paris, França De 27 de setembro a 01 outubro de 2023                                          | BrasilAna Patrícia Ramos · Duda Lisboa              | 2x1 Relatório (21–10, 18–21, 15–13)   | Estados UnidosKristen Nuss · Taryn Kloth                                            | Países BaixosKatja Stam · Raïsa Schoon              | 2x0 Relatório (21–17, 22–20)        | ItáliaValentina Gottardi · Marta Menegatti                                 |
| Campeonato Mundial Tlaxcala, México De 06 a 15 de outubro de 2023                                               | Estados UnidosSara Hughes · Kelly Cheng             | 2x0 Relatório (21–16, 24–22)          | BrasilAna Patrícia Ramos · Duda Lisboa                                              | Estados UnidosKristen Nuss · Taryn Kloth            | 2x1 Relatório (15–21, 21–19, 15–8)  | AustráliaMariafe Artacho del Solar · Taliqua Clancy                        |
| Future de Mallorca Palma Nova, Espanha De 18 a 22 de outubro de 2023                                            | BélgicaSarah Cools · Lisa van den Vonder            | 2x0 Relatório (22–20, 21–14)          | EspanhaNazaret Florián · Aina Munar                                                 | ItáliaFederica Frasca · Alice Gradini               | 2x0 Relatório (21–0, 21–0)          | ChinaZhu Lingdi · Cao Shuting                                              |
| Challenge de Goa Goa Sul, Índia De 19 a 22 de julho de 2023                                                     | Suíça Anouk Vergé-Dépré · Joana Mäder               | 2x0 Relatório (21–19, 21–16)          | AlemanhaSandra Ittlinger · Karla Borger                                             | EspanhaDaniela Álvarez · Tania Moreno               | 2x0 Relatório (21–15, 21–16)        | TailândiaWorapeerachayakorn Kongphopsarutawadee · Taravadee Naraphornrapat |
| Challenge de Haikou Haikou, China De 2 a 5 de novembro de 2023                                                  | BrasilCarolina Solberg · Bárbara Seixas             | 2x0 Relatório (21–14, 21–9)           | ChinaZhu Lingdi · Cao Shuting                                                       | BrasilTainá Bigi · Victória Tosta                   | 2x0 Relatório (21–15, 21–16)        | LituâniaMonika Paulikienė · Ainė Raupelyté                                 |
| Challenge de Chiang Mai Chiang Mai, Tailândia De 16 a 19 de novembro de 2023                                    | BrasilÁgatha Bednarczuk · Rebecca Cavalcante        | 2x0 Relatório (21–17, 21–16)          | FinlândiaNiina Ahtiainen · Taru Lahti-Liukkonen                                     | CanadáSarah Pavan · Molly McBain                    | 2x1 Relatório (15–21, 21–16, 15–9)  | ChinaWang Fan · Dong Jie                                                   |
| Elite 16 de João Pessoa João Pessoa, Brasil De 22 a 26 de novembro de 2023                                      | BrasilAna Patrícia Ramos · Duda Lisboa              | 2x1 Relatório (29–31, 21–16, 15–11)   | BrasilCarolina Solberg · Bárbara Seixas                                             | ChinaXue Chen · Xia Xinyi                           | 2x1 Relatório (22–20, 20–22, 15–12) | Estados UnidosKristen Nuss · Taryn Kloth                                   |
| Future de Geelong Geelong, Austrália De 22 a 26 de novembro de 2023                                             | AustráliaJasmine Fleming · Georgia Johnson          | 2x0 Relatório (21–19, 21–12)          | CanadáAlison McKay · Katherine Wuttunee                                             | VanuatuLoti Joe · Linline Matauatu                  | 2x1 Relatório (21–17, 15–21, 15–13) | Estados UnidosMadison Shields · Delaney Peranich                           |
| Challenge de Nuvali Santa Rosa (Laguna), Filipinas De 30 de novembro a 3 de dezembro de 2023                    | LetôniaAnastasija Samoilova · Tīna Graudiņa         | 2x0 Relatório (21–14, 21–18)          | EspanhaDaniela Álvarez · Tania Moreno                                               | BrasilTainá Bigi · Victória Tosta                   | 2x0 Relatório (21–17, 21–14)        | FrançaLézana Placette · Alexia Richard                                     |
| Finais do Circuito Mundial Doha, Catar De 6 a 9 de dezembro de 2023                                             | Estados UnidosKristen Nuss · Taryn Kloth            | 2x0 Relatório (21–17, 21–14)          | AlemanhaSvenja Müller · Cinja Tillmann                                              | BrasilAna Patrícia Ramos · Duda Lisboa              | 2x1 Relatório (21–13, 18–21, 15–12) | AustráliaMariafe Artacho del Solar · Taliqua Clancy                        |

## Quadro de medalhas
| Ordem | País           | Medalha de ouro | Medalha de prata | Medalha de bronze | Total |
| ----- | -------------- | --------------- | ---------------- | ----------------- | ----- |
| 1     | Brasil         | 12              | 8                | 13                | 33    |
| 2     | Estados Unidos | 10              | 14               | 8                 | 32    |
| 3     | China          | 8               | 3                | 5                 | 16    |
| 4     | Áustria        | 7               | 7                | 2                 | 16    |
| 5     | Itália         | 7               | 5                | 8                 | 20    |
| 6     | Noruega        | 6               | 5                | 3                 | 14    |
| 7     | Austrália      | 5               | 4                | 4                 | 13    |
| 8     | Suíça          | 4               | 4                | 5                 | 13    |
| 9     | Chéquia        | 4               | 3                | 2                 | 9     |
| 9     | Espanha        | 4               | 3                | 2                 | 9     |
| 11    | Suécia         | 4               | 2                | 0                 | 6     |
| 12    | Canadá         | 4               | 1                | 4                 | 9     |
| 13    | Alemanha       | 3               | 6                | 7                 | 16    |
| 14    | Países Baixos  | 3               | 3                | 2                 | 8     |
| 15    | França         | 2               | 3                | 6                 | 11    |
| 16    | Letônia        | 2               | 2                | 4                 | 8     |
| 17    | Ucrânia        | 2               | 1                | 1                 | 4     |
| 17    | Finlândia      | 2               | 1                | 1                 | 4     |
| 19    | Argentina      | 2               | 0                | 2                 | 4     |
| 20    | Nova Zelândia  | 1               | 5                | 0                 | 6     |
| 21    | Lituânia       | 1               | 1                | 3                 | 5     |
| 22    | Bélgica        | 1               | 1                | 0                 | 2     |
| 23    | Portugal       | 1               | 0                | 0                 | 1     |
| 24    | Polónia        | 0               | 4                | 4                 | 8     |
| 25    | Tailândia      | 0               | 2                | 0                 | 2     |
| 25    | Israel         | 0               | 2                | 0                 | 2     |
| 25    | Estónia        | 0               | 2                | 0                 | 2     |
| 28    | Japão          | 0               | 1                | 2                 | 3     |
| 29    | Catar          | 0               | 1                | 0                 | 1     |
| 29    | Hungria        | 0               | 1                | 0                 | 1     |
| 31    | Inglaterra     | 0               | 0                | 2                 | 2     |
| 31    | Vanuatu        | 0               | 0                | 2                 | 2     |
| 33    | Grécia         | 0               | 0                | 1                 | 1     |
| 33    | Irão           | 0               | 0                | 1                 | 1     |
| 33    | Turquia        | 0               | 0                | 1                 | 1     |
|       |                | 95              | 95               | 95                | 285   |